# Oberes Rhinluch

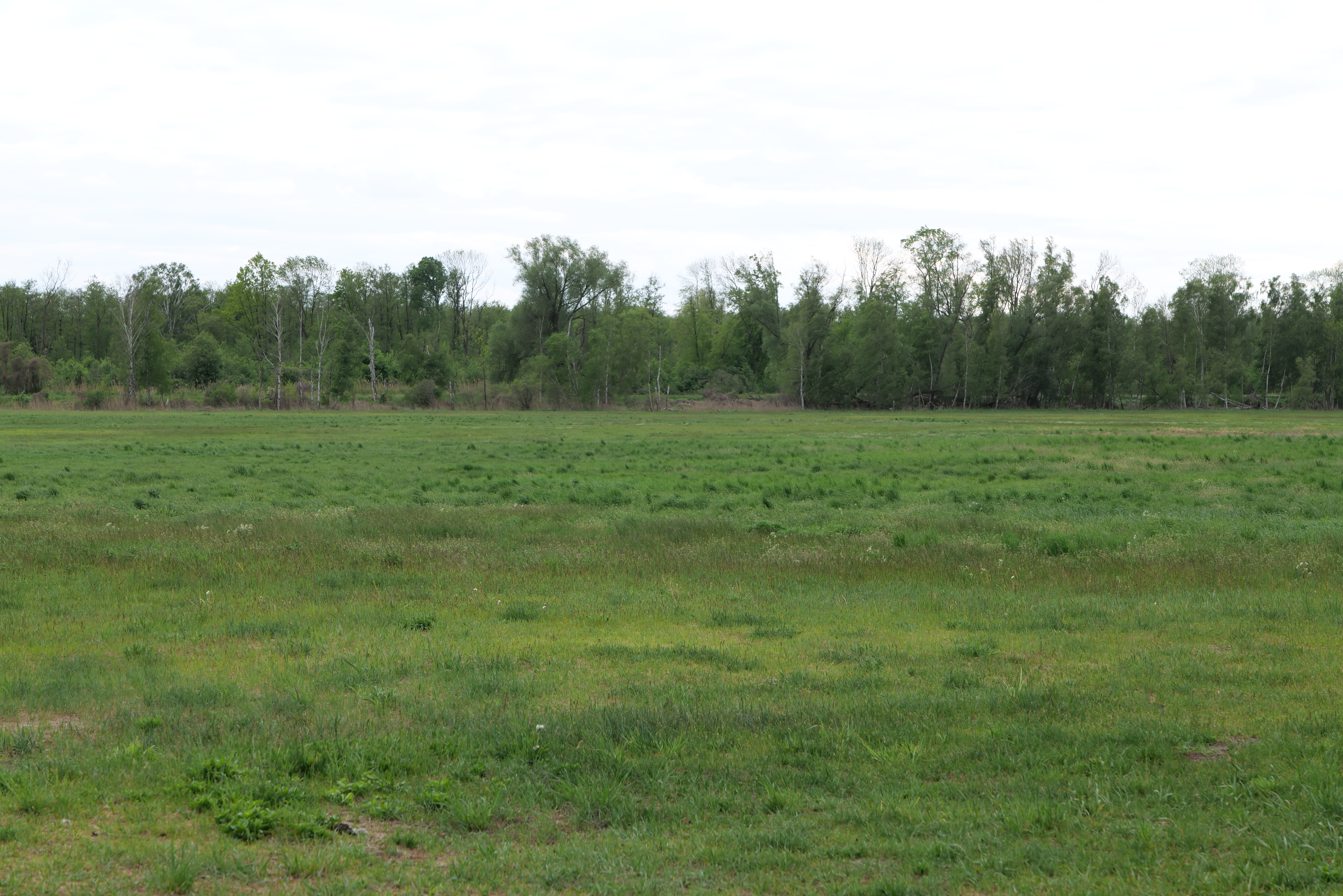
Wiese im oberen Rhinluch bei Linum

Das Naturschutzgebiet Oberes Rhinluch liegt auf dem Gebiet der Stadt Kremmen (Landkreis Oberhavel), der Gemeinde Fehrbellin und der Stadt Neuruppin (Landkreis Ostprignitz-Ruppin) in Brandenburg.
Das Gebiet mit der Kenn-Nummer 1622 wurde mit Verordnung vom 20. März 2013 unter Naturschutz gestellt. Das 2765 ha große Naturschutzgebiet erstreckt sich nordwestlich der Kernstadt von Kremmen. Nördlich des Gebietes verläuft die Landesstraße L 164 und erstreckt sich der 807 ha große Ruppiner See, südlich verläuft die L 162 und westlich die L 16 und die A 24.